# Hermine Körner
Hermine Körner (Berlino, 30 maggio 1882 – Berlino, 14 dicembre 1960) è stata un'attrice e regista tedesca.
Essenzialmente attrice teatrale, prese parte ad alcuni film, lavorando anche in televisione.

## Biografia
Quinta figlia dello zoologo Wilhelm Stader e di Emilie Luyken, Hermine Körner nacque a Berlino. Il padre, partito per un giro di conferenze negli Stati Uniti, morì a Reading. La madre, rimasta vedova, si trasferì da Berlino a casa dei genitori ad Altenkirchen, luogo dove Hermine passò la sua infanzia. Dal 1896, studiò pianoforte al conservatorio di Wiesbaden, allieva di Max Reger. A Wiesbaden nacque anche il suo amore per il teatro insieme a quello per Ferdinand Franz Körner, attore e ufficiale austriaco con cui si sposò il 28 dicembre 1897.
Con l'aiuto del suocero, August Körner, un influente banchiere viennese, Hermine riuscì a ottenere un provino alla Wiener Staatsoper. L'attrice debuttò al Burgtheater nel 1898. Dal 1905 al 1909, recitò a Düsseldorf con Louise Dumont e il marito di quest'ultima, Gustav Lindemann. Nel 1915, Max Reinhardt la portò a Berlino facendola recitare nella compagnia del Deutsches Theater. A Stoccarda e ad Amburgo, Hermine Körner lavorò come regista e, dal 1919 al 1925, diventò direttore del teatro di Dresda e di Monaco.
Grande amica di Emmy Sonnemann, venne invitata il 10 aprile 1935 al fastoso matrimonio dell'attrice con il gerarca Hermann Göring, all'epoca ministro degli Interni della Prussia. In questa occasione, Körner venne nominata attrice di stato prussiana. Rifiutò l'offerta dei nazisti di Monaco scegliendo di continuare a recitare a Berlino insieme a Gustaf Gründgens.
Körner visse i suoi ultimi anni a Berlino-Wilmersdorf; morì il 14 dicembre 1960. Venne sepolta al Waldfriedhof Zehlendorf.

## Premi e riconoscimenti
L'8 gennaio 1956, l'attrice ricevette dalle mani di Hand Gustav Lindemanns il premio intitolato a sua moglie, il Louise Dumont Topas.

## Filmografia
La filmografia è completa.
- Die Einsame, regia di Fred Sauer (1916)
- Der Karneval der Toten, regia di Emmerich Hanus (1919)
- Der Mensch am Wege, regia di William Dieterle (1923)
- Preußische Liebesgeschichte, regia di Paul Martin (1938)
- Altes Herz geht auf die Reise, regia di Carl Junghans (1938)
- Senza gloria (Friedemann Bach), regia di Traugott Müller e Gustaf Gründgens (1941)
- Das verlorene Gesicht, regia di Kurt Hoffmann (1948)
- Tragödie einer Leidenschaft, regia di Kurt Meisel (1949)
- L'uomo ucciso due volte (Der blaue Nachtfalter), regia di Wolfgang Schleif (1959)

### Tv
- Legende eines Lebens, regia di Frank Lothar (1954)
- Das Geheimnis, regia di Werner Völger (1957)
- Die Troerinnen des Euripides, regia di Paul Verhoeven (1959)
- Die Irre von Chaillot, regia di Harry Buckwitz (1960)